# Бахрам V
Бахрам або Вахрам V (*هرام پنجم, бл. 400 —438) — шахиншах Ірану в 420/421-438. Мав прізвисько «Гур», тобто онагр.

## Життєпис

### Боротьба за владу
Походив з династії Сасанідів. Син Єздигерда I, шаха Ірану, та Шошандухт. Замолоду посварився з батьком через відношення до християнства. Внаслідок цього Бахрама було відправлено у заслання до сасанідського васала аль-Нумана I, володаря Лахмідського емірату. В оазі аль-Хіра (столиці емірату) Бахрам здобув знання з військової справи.
По смерті батька, що відбулася наприкінці 420 або на початку 421 року Бахрам розпочав боротьбу за владу з братами Шапуром IV і Нарсесом, а також висуванцем знаті — Хосровом, представником бічної гілки династії Сасанідів.
Проте 421 року за допомогою війська лахмідського еміра Мундіра I (сина аль-Нумана I), повалив Хосрова і захопив престол. За іранською легендою, Бахрам запропонував Хосрову наступний спосіб довести своє право на царювання: тіара сасанидських царів мала бути покладена між двома левами, і претенденти по черзі повинні були спробувати забрати її у левів. Хосров відмовився від такого випробування, а Бахрам сміливо підійшов до левів і взяв тіару.

### Володарювання
Із самого початку новий володар Ірану вирішив спиратися на велику земельну знать. В релігійних питаннях надав широку підтримку магам зороастризму, а християни піддавалися жорстоким гонінням. В результаті цих переслідувань єпископи християнської церкви в Ірані скликали собор, на якому було оголошено про відділення іранських християн від Візантії.
Такі дії Бахрама V спричинили війну з Візантійською імперією. У 421 війська візантійців на чолі із Флавієм Ардабурієм вдерлися на північ Месопотамії, взявши в облогу місто Нісібіс. У відповідь Бахрам V змусив ворогів відступити та взяв в облогу місто Феодосіополь в Осроені, але захопити його не зміг, оскільки в цей час у східні сатрапії вдерлися війська ефталів. Тому спочатку шах уклав мир з останніми, погодившись на сплату данини. Потім 422 року замирився з візантійським імператором Феодосієм II: обидві сторони зберегли володіння, а християнам була обіцяна свобода віросповідання.
Слідом за цим Бахрам V рушив проти ефталітів, яким зрештою завдав поразки. До 427 році відновив владу над землями до річки Амудар'я, зокрема поставивши залогу у містах Мерв та Бухара. Намісником східних сатрапій було поставлено брата Нарсеса. У 428 році повалив царя Арташеса IV та приєднав Вірменію до своєї держави.
Слідом за цим вдерся до індійських земель, поставивши кордон своєї держави по річці Інд (південно-східна частина сучасного Пакистану). Тоді ж одружився з дочкою місцевого махараджи. Після цього розширив землі Ірану уздовж північної течії Інду. В середині 430-х років намагався приборкати зороастрійське священство та військову аристократію. Помер близько 438 року. Йому спадкував син Єздигерд II.

## Легенди
З особистістю цього володаря пов'язані численні оповідки, що поширювалися ще за часи його правління, потім в правління інших сасанідських шахів, а також в період Арабського халіфату. Розповіді про його мисливські подвиги, любовні пригоди стали улюбленими темами фольклору, літератури і образотворчого мистецтва багатьох народів Близького Сходу.
Самого Бахарма V пов'язували у фольклорі з образом божества Веретрагни, який уособлює чоловічу силу, дієве чоловіче начало. У часи халіфату та хорезмшахів цей образ перетворився в небесного богатиря. Навіть про смерть Бахрама V створена легенда, за якою під час полювання він провалився разом з конем в глибоку яму і зник в ній.

## Родина
Дружина — Сапунід, дочка індійського царя Шангала
Діти:
- Єздигерд, шах Ірану